# Trentepohlia (Trentepohlia) ornatipennis
Trentepohlia (Trentepohlia) ornatipennis is een tweevleugelige uit de familie steltmuggen (Limoniidae). De soort komt voor in het Oriëntaals gebied.